# Baugasse 6 (Alsfeld)

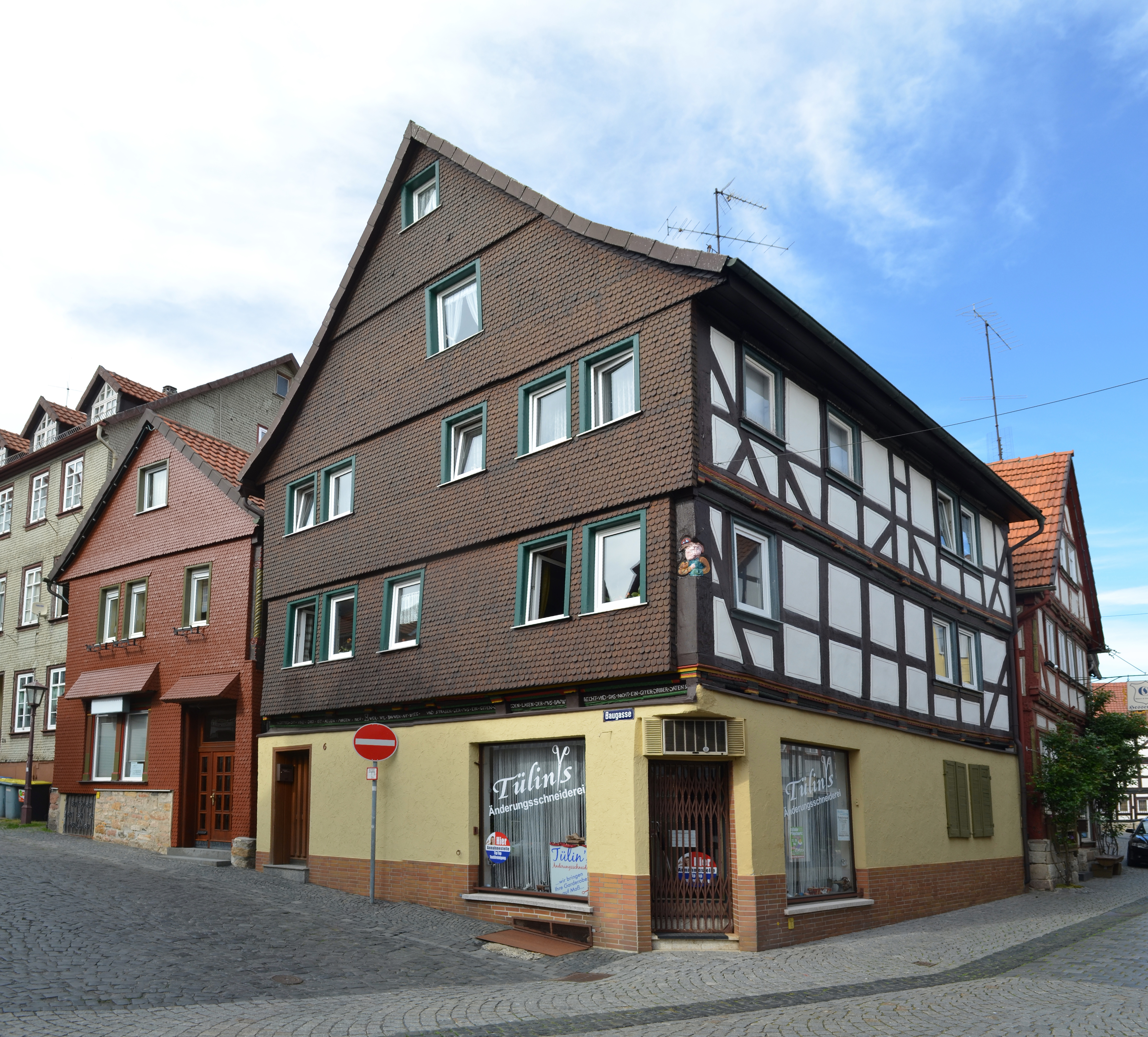
Haus Baugasse 6 in Alsfeld

Das Gebäude Baugasse 6 in Alsfeld, einer Stadt im Vogelsbergkreis in Mittelhessen, wurde in der Mitte des 17. Jahrhunderts errichtet. Das Fachwerkhaus an der Ecke zur Straße Am Kreuz ist ein geschütztes Kulturdenkmal.
Das dreigeschossige Wohn- und Geschäftshaus steht mit massivem Erdgeschoss und verschindeltem Giebel zur Baugasse. Die Eckständer sind mit Taubändern und Schuppenstäben versehenen und die Balkenköpfe sind profiliert. 
Die Inschrift lautet: „GOTTES GIT VND DREI IST ALLEN MORGEN NEV; WER WIL BAVWEN AVF WEG VND STRASEN DER MVS EIN GITEN DAVON REDEN LASEN DER MVS BAVEN GAR RECHT VND DAS NICHT EIN GITER DRIBER DATELN SOLL“.